# Consell de Lituània

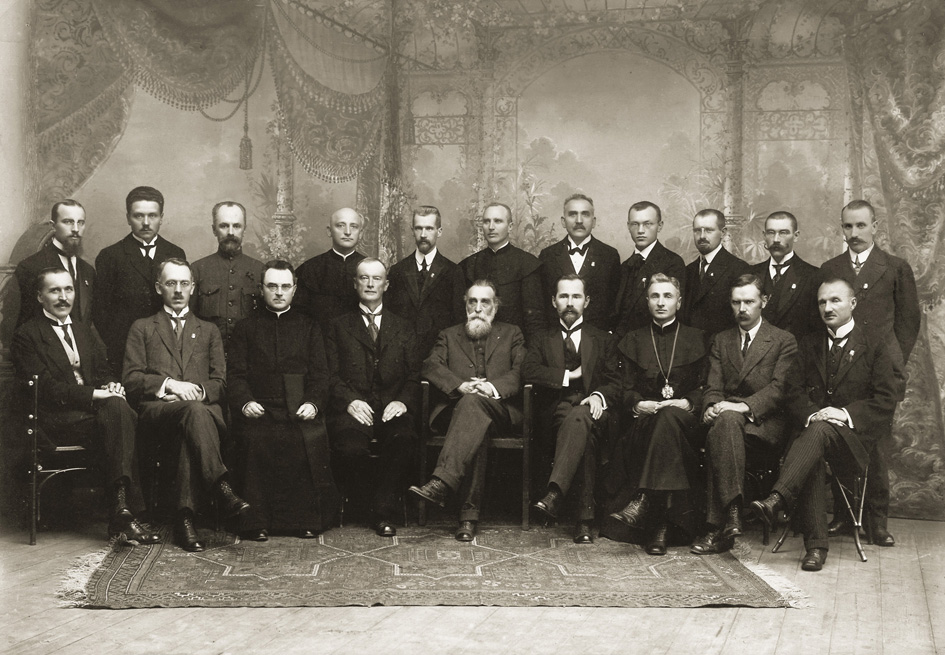
Els vint membres originals del Consell. Jonas Basanavičius es troba assegut a la meitat de la primera fila, mentre que Antanas Smetona apareix a la seva esquerra.

El Consell de Lituània (en lituà,Lietuvos Taryba; alemany: Litauischer Staatsrat; polonès Rada Litewska) o, després de l'11 de juliol de 1918, el Consell d'Estat de Lituània (en lituà:Lietuvos Valstybės Taryba), va ser convocat a la Conferència de Vílnius que va tenir lloc entre el 18 i el 23 de setembre de 1917. Al Consell se li va atorgar l'autoritat executiva sobre el poble lituà i se li va encarregar l'establiment d'un Estat independent lituà. El 16 de febrer de 1918, els membres del Consell van signar la Declaració d'Independència de Lituània i van proclamar a Lituània com un Estat independent sobre la base de principis democràtics. El Consell va aconseguir aquesta proclamació, tot i la presència de tropes alemanyes al país fins a la tardor de 1918. El Consell va continuar en funcions fins a la primera reunió de l'Assemblea constituent de Lituània (en lituà,Steigiamasis Seimas) el 15 de maig de 1920.

## Antecedents i la Conferència de Vílnius
Després de l'última partició de la Mancomunitat de Polònia-Lituània el 1795, Lituània va passar a formar part de l'Imperi Rus. Durant el segle xix, tant els polonesos com els lituans van intentar recobrar la seva independència. Es van rebel·lar a l'Aixecament de Novembre el 1830 i a l'Aixecament de gener el 1863, però la primera oportunitat realista va arribar durant la Primera Guerra Mundial. El 1915, Lituània va ser ocupada per l'Imperi alemany, les tropes del qual marxaven cap a Rússia. Després de la Revolució russa de 1917, es van ampliar les oportunitats per a la independència.
Per evitar una annexió directa, Alemanya va intentar trobar un camí intermedi que implica algun tipus d'unió entre Alemanya i Lituània. En vigílies de les negociacions de pau amb Rússia, els alemanys van permetre la realització de la Conferència de Vílnius, tot esperant que s'hi dictés que el poble lituà volia estar separat de Rússia i desitjava una relació més propera amb Alemanya. Tanmateix, la Conferència va adoptar la resolució en què es declarava que s'havia d'establir una Lituània independent i que una relació més propera amb Alemanya dependria de si aquesta reconeixia o no el nou Estat. El 21 de setembre de 1917, els assistents a la Conferència van triar a vint membres per crear el Consell de Lituània que duria a efecte aquesta resolució. Les autoritats alemanyes no van deixar que la resolució fous publicada, però permeteren que el Consell procedís amb les seves funcions. Les autoritats van censurar el diari del Consell, Lietuvos Aides (Eco de Lituània), com una forma d'impedir que arribés a un públic més ampli. La Conferència de Vílnius també va resoldre que s'havia de triar una Assemblea constituent per votació popular al més aviat possible.

## Estructura i membres
Els vint homes que conformaven el Consell eren de diferents edats (el menor tenia 25 anys i el més gran, 66), condició social, professions i afiliació política. Hi havia vuit advocats, quatre sacerdots, tres enginyers agrònoms, dos financers, un metge, un editor i un enginyer. Vuit dels membres eren democristians i set no tenien afiliació política. Tots excepte un posseïen nivells en educació superior, i tots eren políglots. Com a mínim tenien fluïdesa en lituà i rus i, sovint, també en polonès i alemany. L'últim membre del Consell supervivent, Aleksandras Stulginskis, va morir el setembre de 1969.
Durant la primera reunió del 24 de setembre de 1917, Antanas Smetona va ser elegit president del Consell. El president, dos vicepresidents i dos secretaris componien el Presídium. Els vicepresidents i secretaris podien canviar de tant en tant, però Smetona mantindria la presidència fins a 1919 quan va ser triat com a primer President de Lituània. Smetona va ser succeït per Stasys Šilingas com a president del Consell, encara que no es trobava entre els vint membres originals.
El primer canvi en la composició del Consell va tenir lloc el 13 de juliol de 1918, quan van ser admesos sis nous membres (Martynas Yčas, Augustinas Voldemaras, Juozas Purickis, Eliziejus Draugelis, Jurgis Alekna i Stasys Šilingas) i quatre membres van renunciar (Kairys, Vileišis, Biržiška, Narutavičius). Cap a la primavera del 1919, el Consell gairebé havia duplicat la seva mida.

## Declaració d'Independència

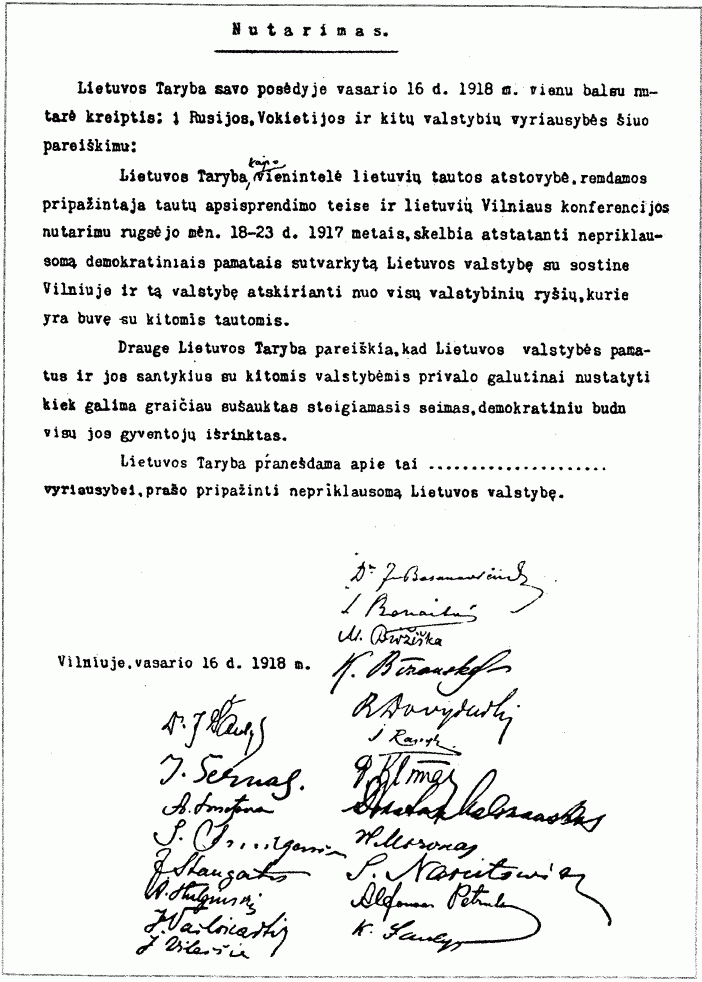
Acta de la Declaració d'Independència de Lituània, signada el 16 de febrer de 1918.

Poc després que el Consell fos elegit, van tenir lloc esdeveniments importants a Rússia. La Revolució d'Octubre de 1917 va portar als bolxevics al poder. Aquests van signar una treva amb Alemanya el 2 de desembre de 1917 i van començar les negociacions de pau. Alemanya necessitava documentació sobre la seva relació amb Lituània. En l'anomenat Protocol de Berlín, Alemanya va oferir reconèixer la independència de Lituània si aquesta acordava formar una federació ferma i permanent amb Alemanya, sobre la base de convencions relatives a assumptes militars, transports, duanes i monedes. El Consell va accedir sota la condició que Lituània decidiria sobre els seus propis assumptes interns i sobre la seva política exterior, però, els alemanys van rebutjar aquesta proposta. L'11 de desembre de 1917, el Consell va adoptar una resolució, per la qual s'acordava una "aliança ferma i permanent" amb Alemanya sobre la base de les quatre convencions. Només quinze membres van votar a favor d'aquesta resolució, però els vint membres la van signar.
Els alemanys van trencar la seva promesa i no van reconèixer l'Estat ni van convidar a la seva delegació a les negociacions del Tractat de Brest-Litovsk. Els lituans, inclosos aquells que es trobaven a l'exterior, van desaprovar la declaració de l'11 de desembre. Aquesta declaració, vista com a proalemanya, va ser un obstacle per a l'establiment de relacions diplomàtiques amb el Regne Unit, França i Estats Units, enemics d'Alemanya. El 8 de gener, el mateix dia que Woodrow Wilson va anunciar seus Catorze Punts, el Consell de Lituània va proposar esmenes a la declaració de l'11 de desembre, per la qual convocava eleccions per a una Assemblea Constituent. Les esmenes van ser rebutjades pels alemanys, en una situació que va deixar en clar que el Consell només serviria per donar recomanacions. El Consell va començar a desmembrar-se i alguns dels seus membres van amenaçar de marxar. El 16 de febrer, el Consell, temporalment presidit per Jonas Basanavičius, va decidir tornar a declarar la independència, aquest cop sense esmentar res específic sobre una relació amb Alemanya, una qüestió que seria decidida per una posterior assemblea constituent. Avui dia, el 16 de febrer és un dels dies de la independència oficials a Lituània.

## Instauració de la independència
Els alemanys no van estar satisfets amb la nova declaració i demandar que el Consell de Lituània reprengués la decisió de l'11 de desembre. El 3 de març de 1918, Alemanya i la Rússia bolxevic van signar el Tractat de Brest-Litovsk, el qual declarava que els Estats bàltics estaven dins de la zona d'interès alemanya i que Rússia renunciava a qualsevol reclam sobre ells. El 23 de març, Alemanya va reconèixer la independència de Lituània sobre la base de la declaració de l'11 de desembre; però, en essència, res va canviar en l'estatus de Lituània ni en el del Consell: els esforços per establir una administració van ser obstaculitzats. La forma de govern no va ser decidida. Alemanya, governada per un kàiser, preferia una monarquia i va proposar una unió personal amb la dinastia Hohenzollern prussiana. Com a alternativa, el 4 de juny, el Consell va aprovar convidar al duc Guillem d'Urach, comte de Württemberg, perquè es convertís en monarca de Lituània. Aquest va accedir i va ser elegit rei de Lituània com a Mindaugas II el 13 de juliol de 1918. La decisió va ser molt controvertida i quatre membres del Consell van marxar en senyal de protesta.
Alemanya no va reconèixer el nou rei i la seva relació amb el Consell es va mantenir tensa. Es va permetre al Consell determinar les fronteres de Lituània, establir una ambaixada a Berlín i començar a formar un sistema administratiu estable. Va rebre petits fons per cobrir les seves despeses només al setembre de 1918. La situació va canviar quan va esclatar la Revolució de Novembre i Alemanya va perdre la guerra en la tardor de 1918: ja no estava més en posició de dictar els seus termes. El 2 de novembre de 1918, el Consell va adoptar la primera Constitució provisional. La decisió de convidar el rei Mindaugas II va ser anul·lada, la qual cosa va ajudar a reconciliar les faccions polítiques. Les funcions de govern van ser confiades a un Presídium de tres membres i Augustinas Voldemaras va ser convidat a formar el primer gabinet de ministres. El primer govern va ser format l'11 de novembre de 1918, el dia que Alemanya va signar l'armistici a Compiègne. El Consell va començar a organitzar un exèrcit, policia, govern local i altres institucions. També va expandir el seu mandat per incloure les minories ètniques (jueus i belarussos).
Quan les forces alemanyes es van retirar i les forces bolxevics s'aproximaven a Vílnius, el 2 de gener de 1919, el Consell es va traslladar a Kaunas i van començar les guerres d'independència de Lituània. El 4 d'abril de 1919, va ser adoptada la segona Constitució provisional, que va crear el càrrec de President de Lituània. Antanas Smetona, com a president del Consell, va esdevenir el primer president de Lituània. Les forces alemanyes no van deixar Lituània fins al juliol de 1919. A causa de les guerres i altres problemes, les eleccions per a l'Assemblea constituent de Lituània no es van dur a terme fins a la primavera de 1920. El Consell va celebrar sessió per última vegada el 15 de maig de 1920.